# 15 de fevereiro
15 de fevereiro é o 46.º dia do ano no calendário gregoriano. Faltam 319 dias para acabar o ano (320 em anos bissextos).

## Eventos históricos

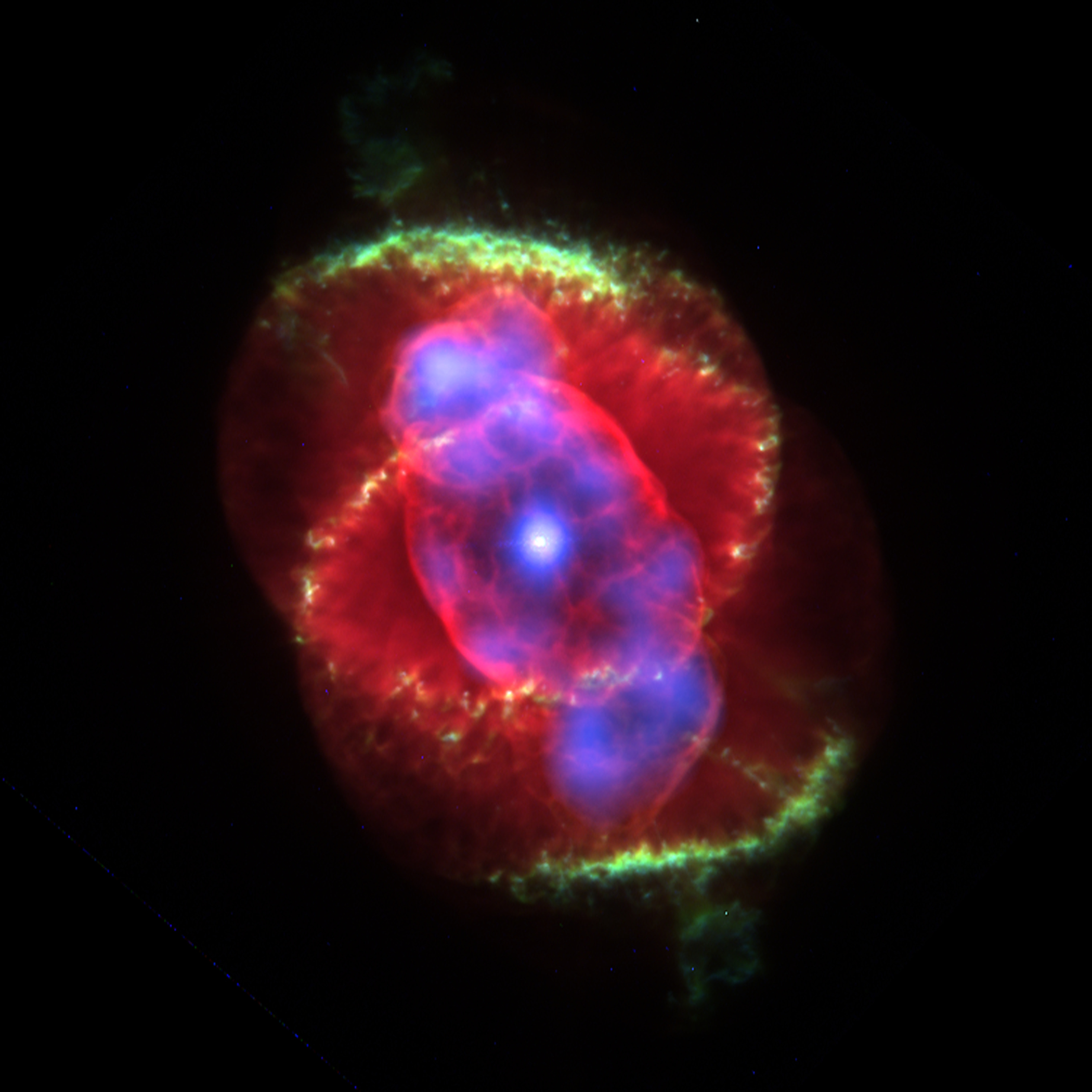
1786: Nebulosa Olho de gato

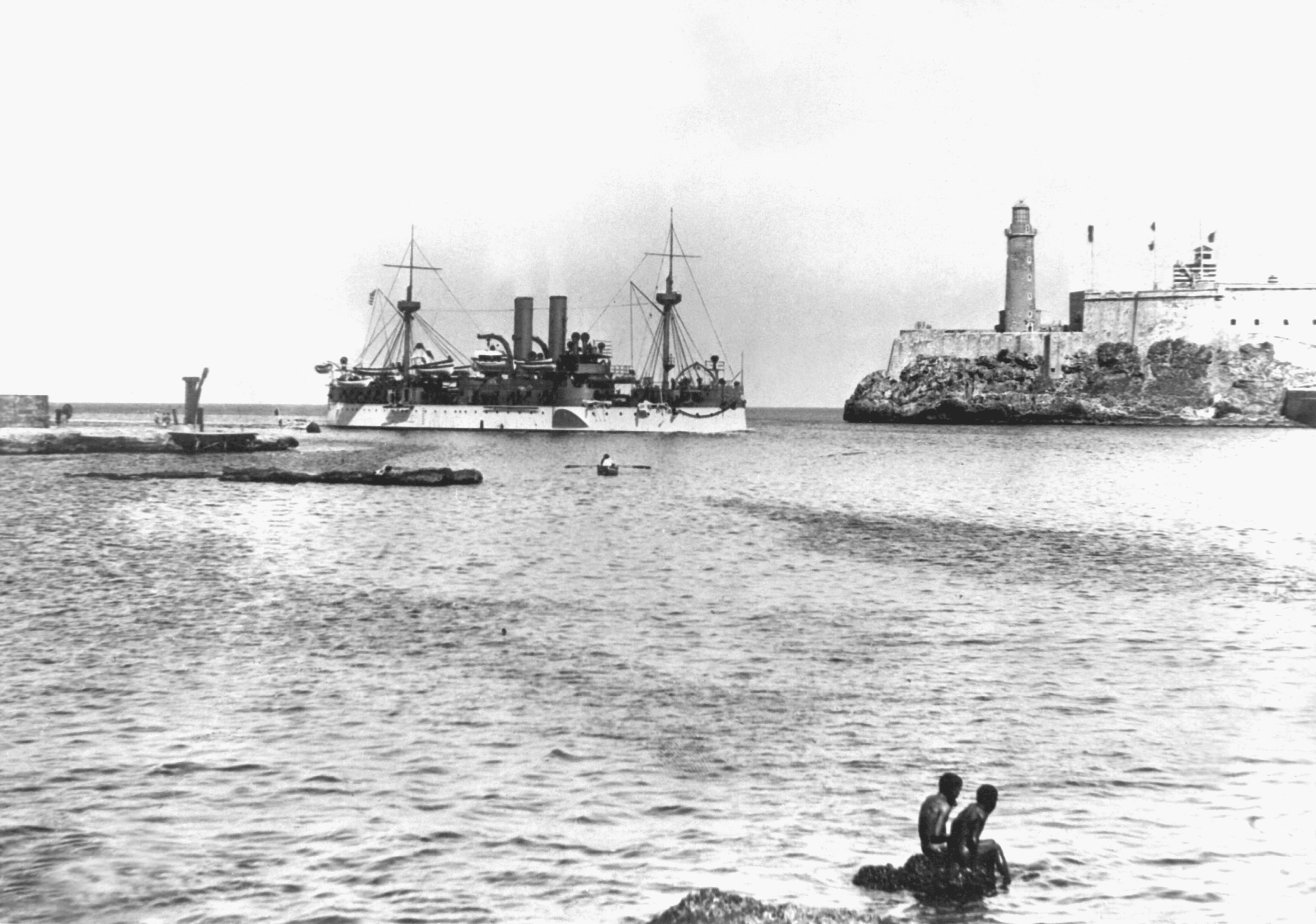
1898: USS Maine no porto de Havana

- 0438 — O imperador romano oriental (bizantino) Teodósio II publica o código de leis Código de Teodósio.
- 0590 — Cosroes II é coroado xá (Imperador ou Rei dos Reis) da Pérsia da dinastia Sassânida.
- 0706 — O imperador romano-oriental Justiniano II manda executar publicamente seus predecessores Leôncio e Tibério III no Hipódromo de Constantinopla.
- 1002 — Em uma assembleia em Pavia de nobres lombardos, Arduíno de Ivrea é restaurado aos seus domínios e coroado Rei da Itália.
- 1113 — O Papa Pascoal II emite a Pie Postulatio Voluntatis, reconhecendo a Ordem dos Cavaleiros Hospitalários, na época encarregada de assistir e proteger os peregrinos à Terra Santa.
- 1214 — Durante a Guerra anglo-francesa, uma força de invasão inglesa desembarca em La Rochelle, na França.
- 1493 — Cristóvão Colombo, a bordo da caravela Niña, escreve uma carta aberta (amplamente distribuída após seu retorno a Portugal) descrevendo suas descobertas e os itens inesperados que encontrou no Novo Mundo.
- 1690 — Constantin Cantemir, Príncipe da Moldávia, e o Sacro Império Romano-Germânico assinam um tratado secreto em Sibiu, estipulando que a Moldávia apoiaria as ações lideradas pela Casa de Habsburgo contra o Império Otomano.
- 1786 — Descoberta por William Herschel a Nebulosa Olho de gato, a primeira nebulosa planetária cujo espectro foi pela primeira vez pesquisado.
- 1798 — Proclamada a República Romana depois de Louis-Alexandre Berthier, um general de Napoleão, ter invadido a cidade de Roma cinco dias antes.
- 1835 — A Constituição de Sretenje da Sérvia entra em vigor brevemente.
- 1862 — Guerra Civil Americana: confederados comandados pelo general John B. Floyd ataca as forças da União do general Ulysses S. Grant sitiando Fort Donelson no Tennessee. Incapazes de quebrar o cerco do forte, os confederados se rendem no dia seguinte.[1]
- 1878 — Fundação do Theatro da Paz em Belém do Pará.
- 1879 — Direitos da mulher: o presidente dos Estados Unidos, Rutherford B. Hayes, assina um projeto de lei permitindo que advogadas defendam casos perante a Suprema Corte dos Estados Unidos.
- 1894 — Inaugurada a Escola Politécnica de São Paulo.
- 1898 — O navio de guerra USS Maine explode e afunda no porto de Havana em Cuba, matando 274 pessoas a bordo. Este evento leva os Estados Unidos a declarar guerra contra a Espanha.
- 1899 — O czar Nicolau II da Rússia emite uma declaração conhecida como Manifesto de Fevereiro, que reduz a autonomia do Grão-Ducado da Finlândia, iniciando assim o primeiro período de opressão.[2]
- 1923 — A Grécia se torna o último país europeu a adotar o calendário gregoriano.
- 1931 — Primeira publicação do jornal oficial do Partido Comunista Português, Avante!.
- 1933 — Em Miami, Giuseppe Zangara tenta assassinar o presidente eleito dos Estados Unidos, Franklin D. Roosevelt, mas em vez disso atira no prefeito de Chicago, Anton J. Cermak, que morre devido aos ferimentos em 6 de março.[3]
- 1942 — Segunda Guerra Mundial: Queda de Singapura. Após um ataque das forças japonesas, o general britânico Arthur Percival se rende. Cerca de 80 000 soldados indianos, britânicos e australianos tornam-se prisioneiros de guerra, a maior rendição de militares liderados por britânicos na história.
- 1944 — Segunda Guerra Mundial: começa o assalto a Monte Cassino, na Itália.
- 1945 — Segunda Guerra Mundial: terceiro dia do bombardeio em Dresden.
- 1946 — ENIAC, o primeiro computador eletrônico de uso geral, é formalmente entregue à Universidade da Pensilvânia, na Filadélfia.
- 1961 — Voo Sabena 548 cai na Bélgica, matando 73 pessoas a bordo, incluindo toda a equipe de patinação artística no gelo dos Estados Unidos junto com vários de seus treinadores e familiares.
- 1972 — José María Velasco Ibarra, pela quinta vez como presidente do Equador, é destituído do cargo pelos militares pela quarta vez.
- 1989 — Guerra do Afeganistão: a União Soviética anuncia oficialmente que todas as suas tropas deixaram o Afeganistão.
- 1991 — Aliança do Grupo de Visegrád formada por quatro países da Europa Central (Hungria, Polônia, República Tcheca e Eslováquia), que estabelece a cooperação para avançar em direção aos sistemas de mercado livre.
- 1996 — No Centro de Lançamento de Satélites Xichang na China, um foguete Longa Marcha 3, com um Intelsat 708, cai em uma vila rural após o lançamento, matando muitas pessoas.
- 2001 — Publicado o primeiro esboço completo do genoma humano na revista científica Nature.
- 2003 — Protestos contra a guerra do Iraque ocorrem em mais de 600 cidades em todo o mundo. Estima-se que entre 8 milhões e 30 milhões de pessoas participem, tornando esta a maior manifestação pela paz da história.[4][5]
- 2010 — Na Bélgica, o acidente ferroviário de Buizingen provoca 19 mortes.
- 2013 — Ondas de choque de um meteoro deixam cerca de 1 500 pessoas feridas no sul da região dos Urais, na Rússia.
- 2015 — O Estado Islâmico divulga um vídeo mostrando a decapitação de vinte e um cristãos coptas levados como cativos para a Líbia, que desencadeou uma onda de protestos.[6]
- 2021 — Sessenta pessoas se afogam e centenas estão desaparecidas depois que um barco afunda no rio Congo perto da aldeia de Longola Ekoti, província de Mai-Ndombe, República Democrática do Congo.[7]
- 2022 — Enchentes e deslizamentos causam a morte de 232 pessoas no município brasileiro de Petrópolis, Rio de Janeiro.[8]

## Nascimentos

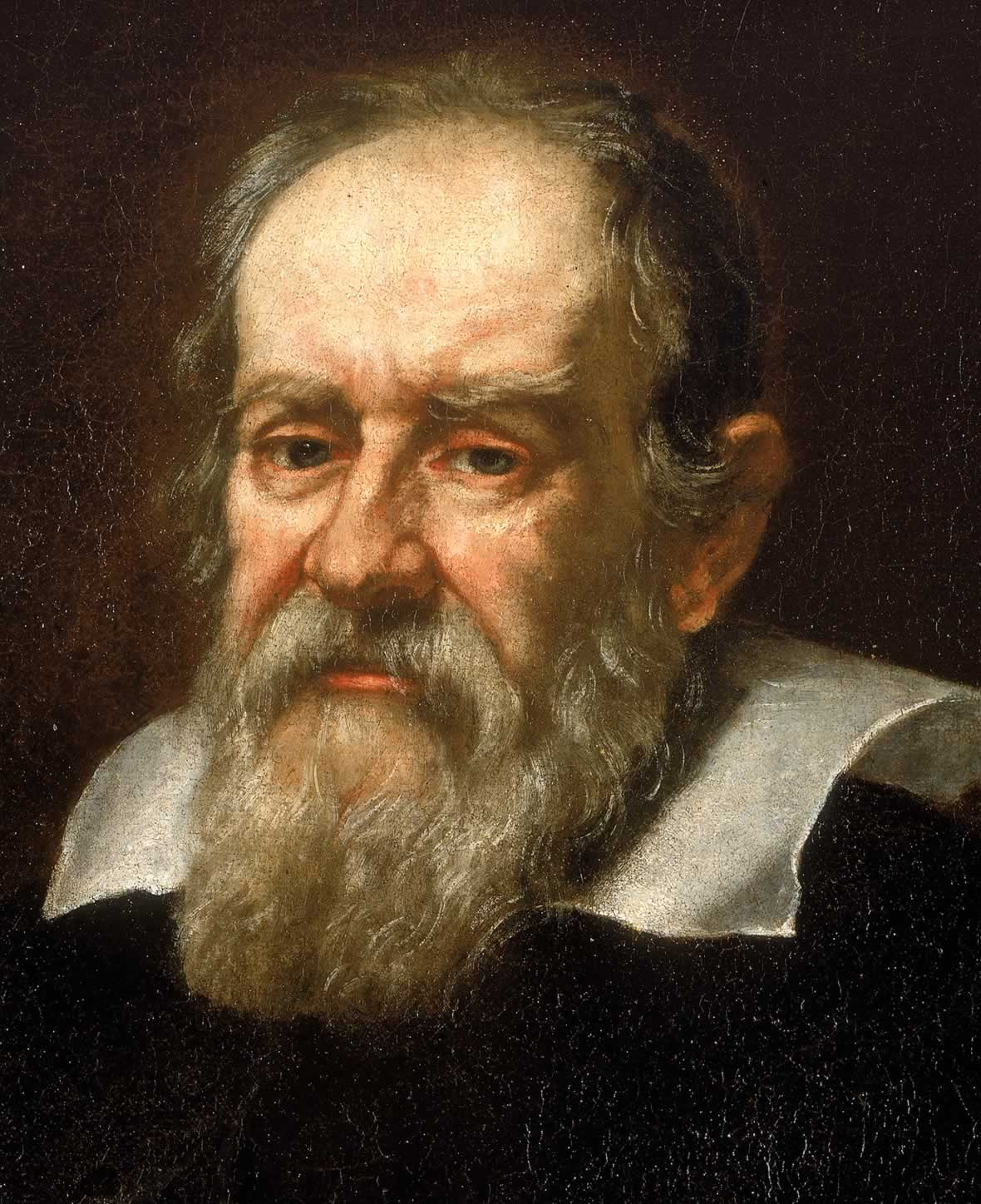
Galileu Galilei

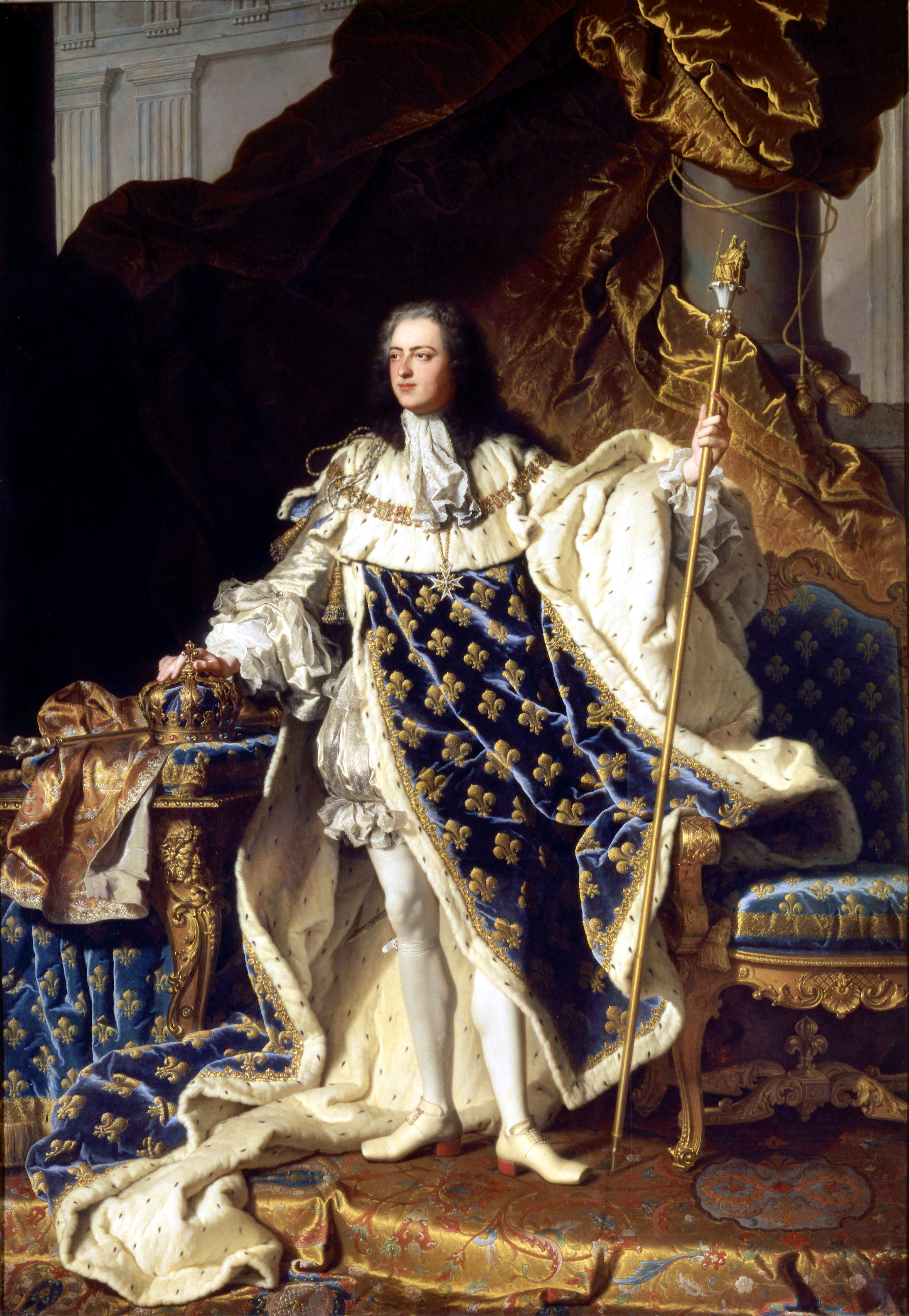
Luís XV da França

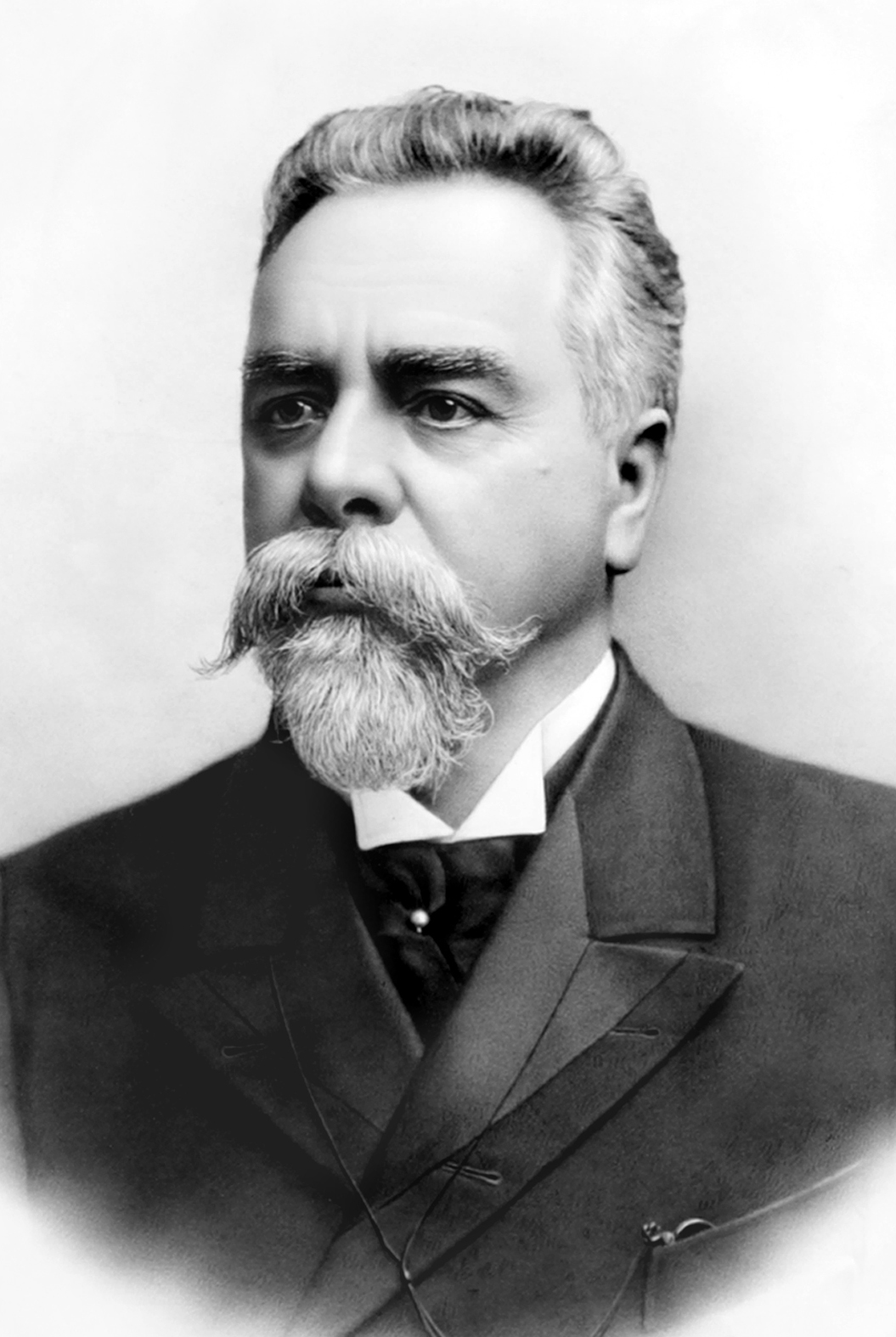
Campos Sales

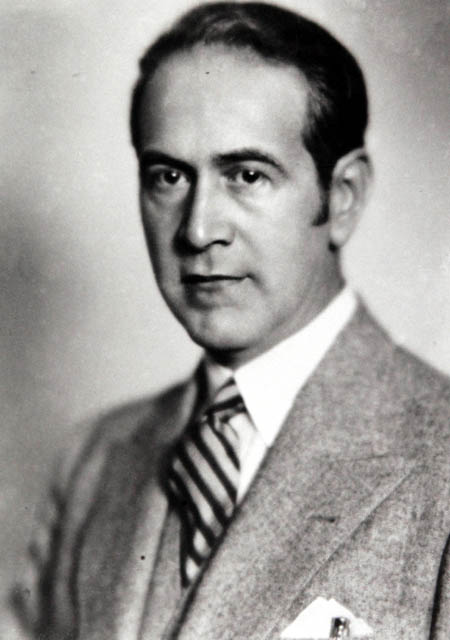
Oswaldo Aranha

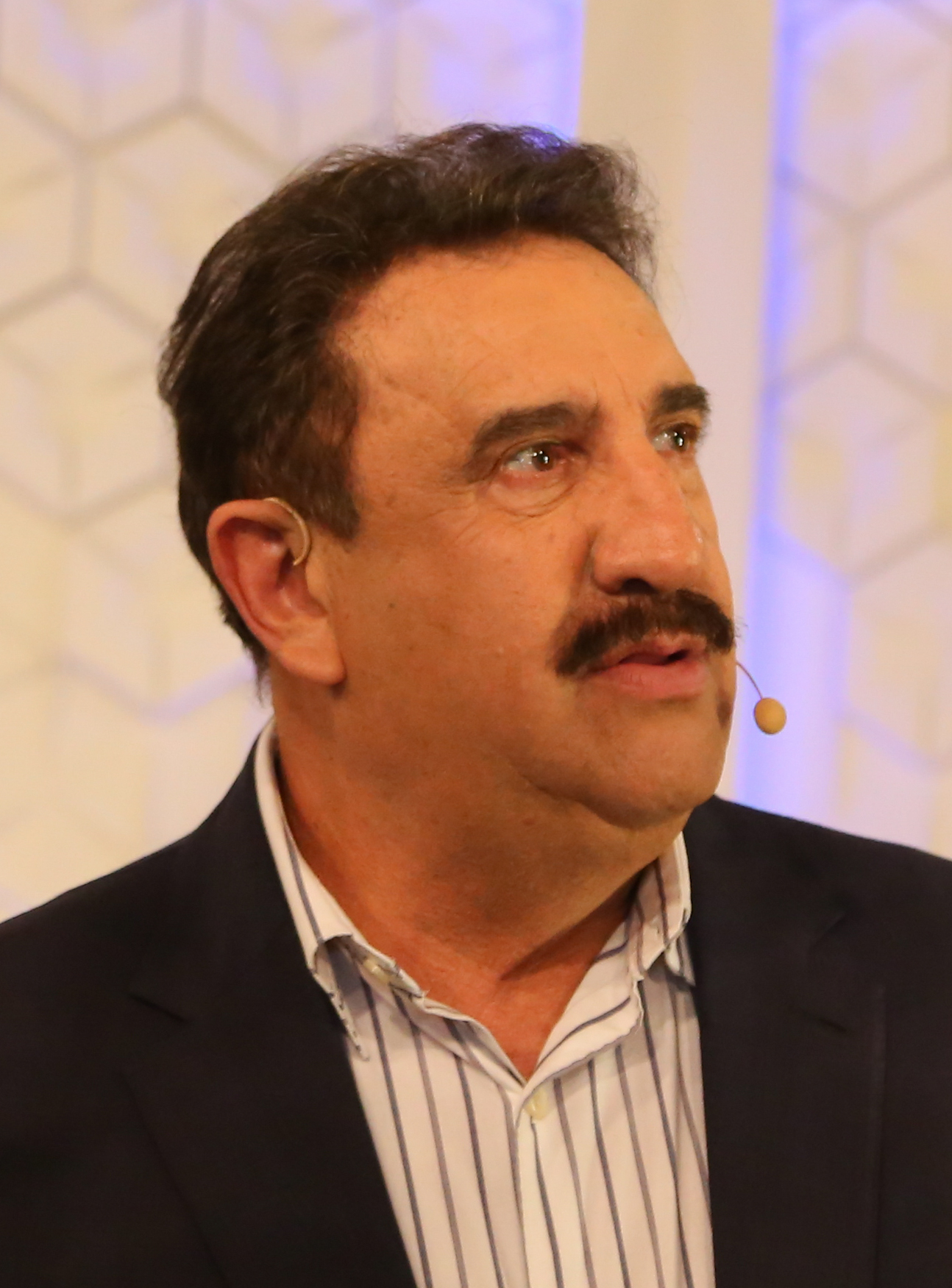
Ratinho

### Anteriores ao século XIX
- 1377 — Ladislau de Nápoles (m. 1414).
- 1471 — Pedro de Médici, senhor de Florença (m. 1503).
- 1519 — Pedro Menéndez de Avilés, almirante e explorador espanhol (m. 1574).
- 1557 — Vittoria Accoramboni, nobre italiana (m. 1585).
- 1564 — Galileu Galilei, matemático, astrônomo e físico italiano (m. 1642).
- 1571 — Michael Praetorius, compositor alemão (m. 1621).
- 1705 — Charles-André van Loo, pintor francês (m. 1765).
- 1710 — Luís XV de França (m. 1774).
- 1739 — Alexandre-Théodore Brongniart, arquiteto francês (m. 1813).
- 1740 — Juan Andrés, humanista cristão e crítico literário espanhol (m. 1817).
- 1748 — Jeremy Bentham, filósofo e jurista britânico (m. 1832).
- 1759 — Friedrich August Wolf, filólogo e crítico alemão (m. 1824).
- 1761 — Luísa de Hesse-Darmstadt, nobre alemã (m. 1829).
- 1764 — Jens Baggesen, poeta dinamarquês (m. 1826).
- 1797 — Heinrich Steinweg, empresário germano-americano (m. 1871).

### Século XIX
- 1809 — André Hubert Dumont, geólogo e acadêmico belga (m. 1857).
- 1811 — Domingo Faustino Sarmiento, jornalista e político argentino (m. 1888).
- 1813 — Manuel Antônio Guimarães, barão e visconde de Nácar (m. 1893).
- 1817 — Charles-François Daubigny, pintor francês (m. 1878).
- 1820 — Susan B. Anthony, sufragista e ativista americana (m. 1906).
- 1835 — Dimítrios Vikélas, empresário e filantropo grego (m. 1908).
- 1840 — Titu Maiorescu, filósofo, acadêmico e político romeno (m. 1917).
- 1841 — Campos Sales, advogado e político brasileiro, 4.° presidente do Brasil (m. 1913).
- 1845 — Elihu Root, advogado e político estadunidense (m. 1937).
- 1847 — Robert Fuchs, compositor e educador austríaco (m. 1927).
- 1856 — Emil Kraepelin, psiquiatra e acadêmico alemão (m. 1926).
- 1861
  - Alfred North Whitehead, filósofo e matemático britânico (m. 1947).
  - Charles Édouard Guillaume, físico e acadêmico suíço-francês (m. 1938).
- 1873 — Hans von Euler-Chelpin, bioquímico e acadêmico teuto-sueco (m. 1964).
- 1874 — Ernest Henry Shackleton, capitão e explorador anglo-irlandês (m. 1922).
- 1883 — Sax Rohmer, escritor anglo-americano (m. 1959).
- 1890 — Robert Ley, político alemão (m. 1945).
- 1892 — James Forrestal, tenente e político americano (m. 1949).
- 1894 — Osvaldo Aranha, político e diplomata brasileiro (m. 1960).
- 1898 — Totò, ator, cantor e roteirista italiano (m. 1967).
- 1899
  - Georges Auric, compositor francês (m. 1983).
  - Gale Sondergaard, atriz dinamarquês-americana (m. 1985).

### Século XX

#### 1901–1950
- 1901
  - João Branco Núncio, cavaleiro tauromáquico português (m. 1976).
  - Kokomo Arnold, cantor e guitarrista estadunidense (m. 1968).
  - Raul de Carvalho, actor português (m. 1984).
- 1904 — Antonin Magne, ciclista e empresário francês (m. 1983).
- 1905
  - Harold Arlen, compositor estadunidense (m. 1986).
  - Nise da Silveira, psicoterapeuta brasileira (m. 1999).
  - Waldemar Henrique, compositor brasileiro (m. 1995).
- 1907 — Cesar Romero, ator estadunidense (m. 1994).
- 1909 — Miep Gies, humanitária austro-neerlandesa (m. 2010).
- 1910 — Irena Sendler, enfermeira e humanitária polonesa (m. 2008).
- 1912 — Karl Kreutzberg, handebolista alemão (m. 1977).
- 1913 — Erich Eliskases, jogador de xadrez austríaco (m. 1997).
- 1914 — Kevin McCarthy, ator irlando-americano (m. 2010).
- 1915
  - Abel Ferreira, compositor, clarinetista e saxofonista brasileiro (m. 1980).
  - Servílio de Jesus, futebolista brasileiro (m. 1984).
- 1916
  - Mary Jane Croft, atriz americana (m. 1999).
  - Dingiri Banda Wijetunga, político cingalês (m. 2008).
- 1920 — Ryogo Kubo, matemático japonês (m. 1995).
- 1922
  - John B. Anderson, advogado e político sueco-americano (m. 2017).
  - Muhammetnazar Gapurow, político turcomeno (m. 1999).
- 1923 — Yelena Bonner, ativista soviético-russa (m. 2011).
- 1924 — Ricardo Rangel, fotojornalista e fotógrafo moçambicano (m. 2009).
- 1926 — Muhammad al-Badr, rei iemenita (m. 1996).
- 1927
  - Harvey Korman, ator e comediante americano (m. 2008).
  - Carlo Maria Martini, cardeal italiano (m. 2012).
- 1928
  - Norman Bridwell, escritor e ilustrador americano (m. 2014).
  - Luis Posada Carriles, terrorista cubano (m. 2018).
- 1929
  - Graham Hill, automobilista e empresário britânico (m. 1975).
  - James R. Schlesinger, economista e político americano (m. 2014).
- 1931 — Claire Bloom, atriz britânica.
- 1932 — Jean-Pierre Schmitz, ciclista francês (m. 2017).
- 1933
  - Adelar Bertussi, acordeonista, cantor e compositor brasileiro (m. 2017).
  - Kelvin Edward Felix, cardeal dominiquense (m. 2024).
- 1934 — Niklaus Wirth, cientista da computação suíço (m. 2024).
- 1935
  - Susan Brownmiller, jornalista e escritora americana.
  - Roger Chaffee, tenente, engenheiro e astronauta estadunidense (m. 1967).
- 1936 — Ruy Pauletti, político brasileiro (m. 2012).
- 1937
  - Coen Moulijn, futebolista neerlandês (m. 2011).
  - Raymundo Damasceno Assis, cardeal brasileiro.
- 1939 — Robert Hansen, criminoso norte-americano (m. 2014).
- 1941 — Florinda Bolkan, atriz brasileira.
- 1943 — Griselda Blanco, narcotraficante colombiana (m. 2012).
- 1944
  - Mick Avory, baterista britânico.
  - Djokhar Dudaiev, militar e político russo (m. 1996).
- 1945
  - John Helliwell, saxofonista e tecladista britânico.
  - Douglas Hofstadter, escritor e acadêmico americano.
- 1947
  - John Adams, compositor americano.
  - Marisa Berenson, modelo e atriz americana.
- 1948
  - Art Spiegelman, cartunista e crítico sueco-estadunidense.
  - Tino Insana, dublador e ator norte-americano (m. 2017).
- 1950
  - Paulo Cezar, cantor, compositor e produtor musical brasileiro.
  - Sílvia Bandeira, atriz brasileira.

#### 1951–2000
- 1951
  - Jane Seymour, atriz, produtora e designer de joias anglo-americana.
  - Markku Alén, ex-automobilista finlandês.
- 1952
  - Tomislav Nikolić, político sérvio.
  - Jens Jørn Bertelsen, ex-futebolista dinamarquês.
- 1953 — Lynn Whitfield, atriz e produtora americana.
- 1954
  - Joãozinho, ex-futebolista brasileiro.
  - Matt Groening, animador, produtor e roteirista estadunidense.
- 1955
  - Janice Dickinson, modelo e escritora americana.
  - Christopher McDonald, ator americano.
- 1956
  - Ratinho, apresentador de televisão e empresário brasileiro.
  - Hitoshi Ogawa, automobilista japonês (m. 1992).
- 1957
  - Jake E. Lee, guitarrista e compositor americano.
  - Greer Stevens, ex-tenista sul-africana.
- 1959 — Hugo Savinovich, ex-lutador e comentarista esportivo equatoriano.
- 1960 — Darrell Green, ex-jogador de futebol americano estadunidense.
- 1962
  - Milo Đukanović, político montenegrino.
  - Eurico Carrapatoso, compositor português.
- 1963 — Edu Marangon, ex-futebolista e treinador de futebol brasileiro.
- 1964
  - Chris Farley, ator e comediante estadunidense (m. 1997).
  - Leland Melvin, engenheiro e astronauta americano.
  - David Kato, professor e ativista ugandês (m. 2011).
  - Mark Price, ex-jogador e treinador de basquete americano.
  - Jörg Zander, engenheiro e projetista alemão.
- 1965 — Gustavo Quinteros, treinador de futebol e ex-futebolista boliviano.
- 1967
  - Trond Egil Soltvedt, ex-futebolista norueguês.
  - Ken Frost, ex-ciclista dinamarquês.
- 1968 — Axelle Red, cantora e compositora belga.
- 1969
  - Birdman, rapper e produtor americano.
  - Marina Person, apresentadora e atriz brasileira.
  - Sergio Daniel Martínez, ex-futebolista uruguaio.
  - Juan Carlos Burbano, ex-futebolista equatoriano.
- 1970 — Jens Fiedler, ex-ciclista alemão.
- 1971
  - Alex Borstein, atriz, dubladora, produtora e roteirista americana.
  - Renee O'Connor, atriz estadunidense.
  - Paweł Sibik, ex-futebolista polonês.
- 1972
  - Jaromír Jágr, jogador de hóquei no gelo tcheco.
  - Héctor Carabalí, ex-futebolista equatoriano.
- 1973
  - Kateřina Neumannová, ex-esquiadora tcheca.
  - Amy Van Dyken, ex-nadadora americana.
  - Sarah Wynter, atriz australiana.
- 1974
  - Ugueth Urbina, jogador de beisebol venezuelano.
  - Alexander Wurz, automobilista e empresário austríaco.
  - Gina Lynn, atriz estadunidense.
- 1975
  - Brendon Small, animador, produtor, roteirista e ator americano.
  - Célia Bueno, cantora e compositora brasileira.
- 1976
  - Óscar Freire, ex-ciclista espanhol.
  - Brandon Boyd, cantor e compositor estadunidense.
  - Ronnie Vannucci, baterista estadunidense.
- 1977
  - Damien Faulkner, automobilista irlandês.
  - Shirley Mallmann, modelo brasileira.
  - Alex Tachie-Mensah, ex-futebolista ganês.
  - Rachida Brakni, atriz e diretora francesa.
- 1979
  - Fantine Thó, cantora brasileira.
  - Kaj-Erik Eriksen, ator canadense.
  - Maíra Góes, atriz e dubladora brasileira.
- 1980
  - Conor Oberst, cantor e compositor americano.
  - Elena Produnova, ex-ginasta russa.
  - Tiago Nunes, treinador de futebol brasileiro.
  - Elena Sokolova, ex-patinadora artística russa.
- 1981
  - Gomes, ex-futebolista brasileiro.
  - Rita Jeptoo, corredora queniana.
  - Diego Martínez, ex-futebolista mexicano.
  - Oleksiy Byelik, ex-ffutebolista ucraniano.
- 1982 — Walker, ex-futebolista e treinador de futebol brasileiro.
- 1983
  - Philipp Degen, ex-futebolista suíço.
  - David Degen, ex-futebolista suíço.
  - Rolando Bianchi, ex-futebolista italiano.
  - Selita Ebanks, modelo britânica.
- 1984
  - Wescley, ex-futebolista brasileiro.
  - Gary Clark Jr., músico e ator estadunidense.
  - Raviola, ex-futebolista português.
  - Mark de Jonge, canoísta canadense.
- 1985
  - Danilo Peinado, ex-futebolista uruguaio.
  - Cézar Ferreira, lutador brasileiro de artes marciais mistas.
  - Rafael Portugal, ator, humorista e compositor brasileiro.
- 1986
  - Valeri Bojinov, ex-futebolista búlgaro.
  - Amber Riley, atriz e cantora estadunidense.
- 1987 — Aleksandr Nedovyesov, tenista cazaque.
- 1988
  - Jarryd Hayne, jogador de rugby fijiano.
  - Rui Patrício, futebolista português.
  - Jessica De Gouw, atriz australiana.
  - Papu Gómez, futebolista argentino.
  - Jóbson, futebolista brasileiro.
  - Bruno da Silva Barbosa, futebolista brasileiro.
  - Paulão, jogador de basquete brasileiro.
- 1990
  - Charles Pic, ex-automobilista e dirigente automobilístico francês.
  - Michel Macedo, futebolista brasileiro.
  - Fidel Martínez, futebolista equatoriano.
- 1991 — Ángel Sepúlveda, futebolista mexicano.
- 1992
  - Lia Clark, cantor, compositor e drag queen brasileiro.
  - Jean Carlos Vicente, futebolista brasileiro.
  - Peter Kretschmer, canoísta alemão.
- 1993
  - Ravi, rapper sul-coreano.
  - Geoffrey Kondogbia, futebolista centro-africano.
  - Manuel Lanzini, futebolista argentino.
  - Maurílio Delmont, cantor e compositor brasileiro (m. 2021)
- 1994
  - Rodolfo Pizarro, futebolista mexicano.
  - Victoria Shakespears, influenciadora, maquiadora e drag queen suíço-brasileira.
- 1995
  - Carlotta Ferlito, ex-ginasta italiana.
  - Megan Thee Stallion, rapper americana.
- 1996 — Nemanja Radonjić, futebolista sérvio.
- 1997
  - André Luiz Frambach, ator brasileiro.
  - Elyfer Torres, atriz e cantora mexicana.
- 1998
  - Zachary Gordon, ator estadunidense.
  - Wuilker Faríñez, futebolista venezuelano.
  - Artur Victor, futebolista brasileiro.
  - George Russell, automobilista britânico.
- 1999 — Đorđe Jovanović, futebolista sérvio.
- 2000
  - Tetê, futebolista brasileiro.
  - Hannah Ludwig, ciclista alemã.
  - Vladyslav Supryaha, futebolista ucraniano.
  - Jakub Kiwior, futebolista polonês.

### Século XXI
- 2001 — Haley Tju, atriz estadunidense.
- 2004 — Kaio César, futebolista brasileiro.
- 2006 — Paris Brunner, futebolista alemão.

## Mortes

### Anteriores ao século XIX
- 0670 — Osvio da Nortúmbria (n. 612).
- 0706
  - Leôncio, imperador bizantino (n. ?).
  - Tibério III, imperador bizantino (n. ?).
- 1043 — Gisela da Suábia (n. 990).
- 1145 — Papa Lúcio II (n. 1095).
- 1152 — Conrado III da Germânia, imperador do Sacro Império Romano-Germânico (n. 1093).
- 1548 — Mateus de Aranda, compositor espanhol (n. c. 1495).
- 1600 — José de Acosta, missionário e naturalista jesuíta espanhol (n. 1540).
- 1621 — Michael Praetorius, compositor e organista alemão (n. 1571).
- 1637 — Fernando II do Sacro Império Romano-Germânico (n. 1578).
- 1781 — Gotthold Ephraim Lessing, filósofo, escritor e crítico alemão (n. 1729).

### Século XIX
- 1841 — Romualdo de Sousa Coelho, bispo católico brasileiro (n. 1762).
- 1842 — Archibald Menzies, cirurgião e botânico britânico (n. 1754).
- 1844 — Henry Addington, 1.º Visconde Sidmouth (n. 1757).
- 1847 — Germinal Pierre Dandelin, matemático e engenheiro belga (n. 1794).
- 1848 — Hermann von Boyen, general e político prussiano (n. 1771).
- 1849 — Pierre François Verhulst, matemático e teórico belga (n. 1804).
- 1857 — Mikhail Glinka, compositor russo (n. 1804).
- 1897 — Dimitrie Ghica, advogado e político romeno (n. 1816).

### Século XX
- 1905 — Lew Wallace, escritor, general e político americano (n. 1827).
- 1911 — Theodor Escherich, pediatra e acadêmico teuto-austríaco (n. 1859).
- 1928 — Herbert Henry Asquith, advogado e político britânico (n. 1852).
- 1933
  - Pat Sullivan, animador e produtor australiano (n. 1887).
  - Paulo de Frontin, político e engenheiro brasileiro (n. 1860).
- 1935 — Ronald de Carvalho, poeta brasileiro (n. 1893).
- 1955 — Francisco Franco, escultor português (n. 1885).
- 1959 — Owen Willans Richardson, físico e acadêmico britânico (n. 1879).
- 1961
  - Bradley Lord, patinador artístico americano (n. 1939).
  - Daniel Ryan, patinador artístico e treinador de patinação americano (n. 1930).
  - Diane Sherbloom, patinadora artística americana (n. 1942).
  - Dona Lee Carrier, patinadora artística americana (n. 1940).
  - Douglas Ramsay, patinador artístico americano (n. 1944).
  - Dudley Richards, patinador artístico americano (n. 1932).
  - Edi Scholdan, patinador artístico e treinador de patinação austríaco (n. 1911 ou 1912).
  - Gregory Kelley, patinador artístico americano (n. 1944).
  - Ila Ray Hadley, patinadora artística americana (n. 1942).
  - Larry Pierce, patinador artístico americano (n. 1936).
  - Laurence Owen, patinadora artística americana (n. 1944).
  - Laurie Hickox, patinadora artística americana (n. 1945).
  - Maribel Owen, patinadora artística americana (n. 1940).
  - Maribel Vinson, patinadora artística e treinadora de patinação estadunidense (n. 1911).
  - Patricia Dineen, patinadora artística americana (n. 1935).
  - Ray Hadley, Jr., patinador artístico americano (n. 1943).
  - Rhode Lee Michelson, patinadora artística americana (n. 1943).
  - Robert Dineen, patinador artístico americano (n. 1935).
  - Roger Campbell, patinador artístico americano (n. 1942).
  - Stephanie Westerfeld, patinadora artística americana (n. 1943).
  - William Hickox, patinador artístico americano (n. 1942).
- 1965 — Nat King Cole, cantor e pianista estadunidense (n. 1919).
- 1966 — Camilo Torres, padre e teólogo colombiano (n. 1929).
- 1967 — Antonio Moreno, ator e diretor hispano-americano (n. 1887).
- 1970 — Hugh Dowding, marechal-do-ar britânico (n. 1882).
- 1973
  - Tim Holt, ator estadunidense (n. 1919).
  - Wally Cox, ator americano (n. 1924).
- 1974 — José Mendes, cantor e compositor brasileiro (n. 1939).
- 1981 — Mike Bloomfield, guitarrista e compositor americano (n. 1943).
- 1984
  - Avon Long, ator e cantor americano (n. 1910).
  - Ethel Merman, atriz e cantora americana (n. 1908).
- 1988 — Richard Feynman, físico e acadêmico estadunidense (n. 1918).
- 1993 — Milton Moraes, ator brasileiro (n. 1930).
- 1998 — Martha Gellhorn, jornalista e escritora americana (n. 1908).
- 1999
  - Henry Way Kendall, físico e montanhista estadunidense (n. 1926).
  - Big L, rapper estadunidense (n. 1974).

### Século XXI
- 2001 — Burt Kennedy, roteirista e cineasta norte-americano (n. 1922).
- 2002 — Kevin Tod Smith, ator neozelandês (n. 1963).
- 2004
  - Luigi Taramazzo, automobilista italiano (n. 1932).
  - Helena Kolody, poetisa brasileira (n. 1912).
- 2007
  - Robert Adler, físico austríaco (n. 1913).
  - Ray Evans, compositor norte-americano (n. 1915).
- 2008 — Joaquim Costa, músico português (n. 1935).
- 2010
  - Art Van Damme, acordeonista norte-americano (n. 1920).
  - Juan Carlos González, futebolista uruguaio (n. 1924).
  - Murilo Antunes Alves, jornalista brasileiro (n. 1919).
  - Washington Luiz de Paula, futebolista brasileiro (n. 1953).
- 2012 — Cyril Domb, físico e acadêmico anglo-israelense (n. 1920).
- 2014 — Christopher Malcolm, ator, diretor e produtor anglo-canadense (n. 1946).
- 2015 — David Martins de Miranda, líder religioso brasileiro (n. 1936).
- 2016 — George Gaynes, ator finlandês-americano (n. 1917).
- 2020 — Caroline Flack, atriz e apresentadora de TV britânica (n. 1979).
- 2022 — Arnaldo Jabor, cineasta, roteirista, diretor, produtor, dramaturgo, crítico, jornalista e escritor brasileiro (n. 1940).
- 2025
  - Pinto da Costa, dirigente desportivo português (n. 1937).
  - Alceu Pires, cantor e compositor brasileiro (n. 1942).

## Feriados e eventos cíclicos
- Dia Internacional de Luta contra o Câncer na Infância.
- Fim da noite polar em cidades como Longyearbyen e Spitsbergen.
- Na Roma Antiga, era o segundo dos três dias das Lupercais, festival de fertilidade em homenagem ao deus selvagem e sensual Fauno, também conhecido como Lupercus (Lupércio).

### Brasil
- Início da primeira legislatura do ano no Congresso Nacional brasileiro.
- Aniversário do município de São Miguel do Oeste, Santa Catarina.
- Aniversário do município de Cornélio Procópio, Paraná.

### Cristianismo
- Cláudio La Colombière
- Faustino e Jovita
- Michał Sopoćko
- Osvio da Nortúmbria
- Os 21 Mártires Coptas da Líbia
- Sigfrido da Suécia

## Outros calendários
- No calendário romano era o 15.º dia (XV) antes das calendas de março.
- No calendário litúrgico tem a letra dominical D para o dia da semana.
- No calendário gregoriano a epacta do dia é xiv.